# Характер (фільм 1997)
Характер (нідерл. Karakter ) – драматичний фільм, знятий нідерландським режисером Майком Ван Дімом за однойменним романом Фердинанда Бордевейка. Прем’єра фільму відбулася у 1997 році.

## Сюжет
Події фільму розгортаються у Нідерландах у 20-ті роки ХХ століття. 
Поліція виявляє труп судового пристава Древерхейвена, з ознаками насильницької смерті. За підозрою у вбивстві затримують молодого адвоката Катадройффе, який, як стало відомо, перебував у офісі Древерхейвена.
Під час допиту Катадройффе згадує своє життя та повідомляє, що він є сином загиблого.  
Також він розповідає поліцейським, що мати народила його він Древерхейвена, коли працювала у нього економкою. Дізнавшись про свою вагітність, вона пішла від нього. 
Дізнавшись про її нове місце мешкання, Древерхейвен пише їй листа із пропозицією шлюбу, на що вона неодноразово відповідає відмовою.
По народженню сина мати нічого не розповідає йому про батька. Катадройффе з дитинства стикається з труднощами, але долає їх, незважаючи на обставини. Виявляється, що значною мірою проблеми пов’язані з Древерхейвеном, який не визнає його сином. Він також є власником банку, де Катадройффе двічі бере позики, через які отримує виклики до суду.
Постійно шукаючи роботу, він знаходить посаду у юридичній конторі, де отримує достойну заробітну плату, навчається та зрештою стає адвокатом.
Із цією новиною він приходить до контори Древерхейвена, де між ними виникає бійка, після якої Катадройффе йде.
В цей час поліція з’ясовує, що Катадройффе пішов з контори Древерхейвена о 17:00, в той час, як за висновками експертизи останній помер о 23:00. Також з’ясовується, що Древерхейвен покінчив життя самогубством, залишивши свої статки Катадройффу та підписавши адресований йому лист словом «батько».

## Сприйняття
За словами Брендона Джуделла, члена спілки кінокритиків Нью-Йорка, кіноредактора видання New York Theatre Wire, «фільм у стилі Діккенса та Кафки чудово знятий оператором Роджером Стофферсом, а режисура та сценарій Майка Ван Дієма майже ідеальні».
За публікацією Mountain Xpress, «надзвичайно стильний, добре продуманий фільм, який дивує рівнем кінематографічної творчості».

## Відзнаки та нагороди
Фільм був представлений до нагород у 25 номінаціях та переміг у 18 з них, у т.ч.:
- ·       Премія Оскар у номінації «Кращий фільм іноземною мовою», 1997[5];
- ·       Перемога на Нідерландському кінофестивалі у категоріях «Кращий сценарій», 1997[6];
- ·       Гран-Прі Паризького кінофестиваля, 1998[7].